# Cerium
Cerium is een scheikundig element met symbool Ce en atoomnummer 58. Het is een zilverwit lanthanoïde.

## Ontdekking
Cerium is in 1803 ontdekt door de Zweedse wetenschappers Jöns Jacob Berzelius en Wilhelm von Hisinger. Tegelijkertijd en onafhankelijk daarvan werd het element ook ontdekt door de Duitser Martin Heinrich Klaproth.
Cerium is door Berzelius genoemd naar de dwergplaneet Ceres, die twee jaar daarvoor ontdekt was.

## Toepassingen
In de industrie wordt cerium vooral gebruikt bij het maken van legeringen met aluminium en zirkonium. De ijzerlegering Auermetaal wordt gebruikt als vuursteentje in aanstekers. Andere toepassingen zijn:
- Als doteringselement in witte leds (opgebouwd uit een blauwe led met YAG:Ce (een met cerium gedoteerde yttrium-aluminium-granaat, Y3Al5O12:Ce, als fosforescent voor geel licht).
- Permanente magneten.
- Als katalysator
  - in zelfreinigende ovens
  - in driewegkatalysatoren voor verbrandingsmotoren.
  - bij organische syntheses (cerium(III)- en cerium(IV)-verbindingen)
- Verschillende ceriumverbindingen worden in de glasindustrie gebruikt om zowel glas te kleuren als om het te ontkleuren.
- Cerium(IV)sulfaat wordt gebruikt als titrant. Het is een dure stof, maar het heeft als voordeel dat de standaardreductiepotentiaal kan worden aangepast.

## Cerium(IV)oxide
- Cerium(IV)oxide kan bij de productie van glas worden gebruikt om ultraviolet licht beter te absorberen.
- In de petrochemische industrie wordt cerium(IV)oxide gebruikt bij het kraken van olie.

## Cerium(III)oxide
- Cerium(III)oxide wordt in keramische vorm samen met tin(II)oxide (SnO) gebruikt voor belichting met uv-licht.[2]
- De cerium(IV)oxide-cerium(III)oxide-cyclus of CeO2/Ce2O3-cyclus is een tweestappencyclus om op thermochemische wijze water te splitsen voor waterstofproductie.[3]

## Opmerkelijke eigenschappen
Cerium is een buigzaam en makkelijk te vervormen metaal. Bij afwezigheid van lucht beschikt het over een zilverwitte glans. Onder invloed van zuurstof verandert dat in mat grijs. Cerium reageert makkelijk met water en allerlei verdunde zuren en basen en ontbrandt snel.
Omdat de 4f-, 5d- en 6s-schillen relatief dicht bij elkaar liggen, vertoont cerium opvallende eigenschappen. De oxidatietoestand kan bijvoorbeeld van +3 in +4 veranderen door verhoging van druk of verlaging van temperatuur.
Zouten van cerium(IV) zijn oranje, rood of geelachtig terwijl cerium(III)-zouten vrijwel altijd wit zijn. In waterige oplossingen zijn cerium(IV)ionen intens geel gekleurd en cerium(III)ionen kleurloos.

## Verschijning
Van de lanthanoïden en actinoïden komt cerium het meest op aarde voor. Ongeveer 0,0046% van de aardkorst bestaat uit cerium. Het komt vooral voor in de mineralen monaziet en bastnäsiet. Belangrijke vindplaatsen hiervan bevinden zich in gebieden waar ook uranium en thorium worden aangetroffen.

## Isotopen
| Stabielste isotopen | Stabielste isotopen | Stabielste isotopen      | Stabielste isotopen      | Stabielste isotopen      | Stabielste isotopen      |
| Iso                 | RA (%)              | Halveringstijd           | VV                       | VE (MeV)                 | VP                       |
| ------------------- | ------------------- | ------------------------ | ------------------------ | ------------------------ | ------------------------ |
| 136Ce               | 0,19                | stabiel met 78 neutronen | stabiel met 78 neutronen | stabiel met 78 neutronen | stabiel met 78 neutronen |
| 138Ce               | 0,25                | stabiel met 80 neutronen | stabiel met 80 neutronen | stabiel met 80 neutronen | stabiel met 80 neutronen |
| 139Ce               | syn                 | 137,640 d                | EV                       | 2,317                    | 139La                    |
| 140Ce               | 88,48               | stabiel met 82 neutronen | stabiel met 82 neutronen | stabiel met 82 neutronen | stabiel met 82 neutronen |
| 141Ce               | syn                 | 32,5 d                   | β−                       | 2,502                    | 141Pr                    |
| 142Ce               | syn                 | 5·1016 j                 | 2β−                      | 4,505                    | 142Nd                    |
| 144Ce               | syn                 | 284,893 d                | β−                       | 5,540                    | 144Pr                    |

In de natuur komen drie stabiele ceriumisotopen en één radioactieve voor. Met een relatieve aanwezigheid van meer dan 88% is cerium-140 de meest voorkomende. In totaal zijn er 27 radio-isotopen van cerium bekend, waarvan er 26 alleen kunstmatig kunnen worden gemaakt. Het grootste deel daarvan heeft halveringstijden van minder dan 4 dagen.

## Toxicologie en veiligheid
Cerium is een krachtige reductor en kan bij 65 °C al spontaan ontbranden. Met zink reageert cerium explosief en reacties met bismut en antimoon verlopen zeer exotherm. Dampen van brandend cerium zijn giftig en moeten niet geblust worden met water omdat cerium daar heftig mee reageert onder vorming van explosief waterstofgas. Bij aanraking met de huid veroorzaakt cerium heftige jeuk en dierproeven hebben aangetoond dat bij injectie van cerium hartafwijkingen kunnen optreden.